# Густера
Густера́ (лат. Blicca bjoerkna) — рыба семейства карповых, единственный представитель рода Blicca.

## Биологическое описание
Длина до 20—35 см, масса до 1,3 кг, но обычно — 100—200 г. Стайная рыба, очень близка к лещам. Весной и осенью образует многочисленные стаи или «густые» скопления, откуда и произошло название рыбы. Серебристым, сильно сплющенным с боков телом напоминает молодого леща. Густера отличается от лещей исключительно числом и расположением глоточных зубов, которых находится с каждой стороны не по пять, а по семь и притом в два ряда. Половой зрелости достигает в возрасте 3—4 лет. Самцы созревают обычно на 1—2 года раньше самок.
Питается личинками насекомых, моллюсками, водорослями и детритом, в меньшей степени воздушными насекомыми и высшей водной растительностью. 

## Ареал
Густера широко распространена в реках и озёрах бассейнов Балтийского, Чёрного, Азовского и Каспийского морей.